# Zobor (keresztnév)
A Zobor nevet valószínűleg Anonymus tette személynévvé a Nyitra melletti Zobor nevéből, ami szláv eredetű, a jelentése gyűlés, gyülekezet, ami remeték, szerzetesek gyülekezőhelyére utal.

## Gyakorisága
Az 1990-es években szórványos név, a 2000-es években nem szerepel a 100 leggyakoribb férfinév között.

## Névnapok
- május 1.[2]
- július 17.[2]
- november 19.[2]